# Seychellia
Genre
Seychellia est un genre d'araignées aranéomorphes de la famille des Telemidae.

## Distribution
Les espèces de ce genre se rencontrent aux Seychelles, au Cameroun et en Côte d'Ivoire.

## Liste des espèces
Selon World Spider Catalog (version 21.0, 23/05/2020) :
- Seychellia cameroonensis Baert, 1985
- Seychellia jeremyi Wang & Li, 2011
- Seychellia lodoiceae Brignoli, 1980
- Seychellia wiljoi Saaristo, 1978

## Publication originale
- Saaristo, 1978 : Spiders (Arachnida, Araneae) from the Seychelle islands, with notes on taxonomy. Annales. Zoologici Fennici, vol. 15, p. 99-126 (texte intégral).